# Dąbrowskie-Osada
Dąbrowskie-Osada (bis 2014 Dąbrowskie) ist ein kleiner Ort in der polnischen Woiwodschaft Ermland-Masuren, der zur Stadt-und-Land-Gemeinde Olecko (Marggrabowa, umgangssprachlich auch Oletzko, 1928–1945 Treuburg) im Powiat Olecki (Kreis Oletzko, 1933–1945 Kreis Treuburg) gehört.

## Geographische Lage
Der Weiler (polnisch osada) Dąbrowskie-Osada liegt im Osten der Woiwodschaft Ermland-Masuren, fünf Kilometer nordöstlich der Kreisstadt Olecko.

## Geschichte
Über die Geschichte des kleinen Ortes, der bis 2014 „Dąbrowskie“ (ohne Zusatz) hieß, ist so gut wie nichts belegt, auch nicht aus der Zeit vor 1945 und über einen etwaigen deutschen Namen. Wohl könnte er nach 1945 entstanden sein, im  Namenszusammenhang zu dem nur wenige Kilometer weiter nördlich liegenden Dorf Dąbrowskie (deutsch Dombrowsken, 1938–1945 Königsruh). Längere Zeit soll der Ort als „Państwowe gospodarstwo rolne“ (PGR – Staatlicher landwirtschaftlicher Betrieb) geführt worden sein.
Um Namensverwechselungen auszuschließen, heißt der Ort seit dem 1. Januar 2015 Dąbrowskie-Osada (mit Zusatz) und unterscheidet sich von dem benachbarten Dąbrowskie (ohne Zusatz). Der kleine Ort ist in die Stadt-und-Land-Gemeinde Olecko im Powiat Olecki eingegliedert.

## Religionen
Kirchlich ist der Ort katholischerseits zu den Pfarrkirchen in Szczecinki (Sczeczinken, 1916–1945 Eichhorn) bzw. Judziki (Judzicken, 1938–1945 Wiesenhöhe) hin orientiert, die zum Bistum Ełk (deutsch Lyck) der Römisch-katholischen Kirche in Polen gehören. 
Die evangelischen Kirchenglieder sind den Kirchen in Ełk bzw. Gołdap in der Diözese Masuren der Evangelisch-Augsburgischen Kirche in Polen zugeordnet.

## Verkehr
Dąbrowskie-Osada liegt verkehrsgünstig an der polnischen Woiwodschaftsstraße DW 653 (von 1939 bis 1944 Teilstück der deutschen Reichsstraße 127), die die beiden Woiwodschaften Ermland-Masuren und Podlachien miteinander verbindet. Außerdem führt ein Landweg von Dąbrowskie (Dombrowsken, 1938–1945 Königsruh) nach Dąbrowskie-Osada.
Eine Anbindung an den Bahnverkehr besteht nicht.